# Fibigia eriocarpa
Fibigia eriocarpa là một loài thực vật có hoa trong họ Cải. Loài này được (DC.) Boiss. mô tả khoa học đầu tiên năm 1867.